# Система шахтної стволової сигналізації
Система шахтної стволової сигналізації (рос. система шахтной стволовой сигнализации, англ. mine shaft alarm system; нім. Gruben-Schachtsignalisierungsanlage f) – призначена для оперативної сигналізації і зв’язку між машиністом шахтного підйому та персоналом на підйомній посудині при веденні огляду стовбура, ремонтних роботах, а також на клітьових підіймальних установках – для зв’язку між машиністом підйому і пасажирами в кліті у випадку екстремальних ситуацій. С.ш.с.с. використовує радіосигнал, який передається по канату. Вітчизняні С.ш.с.с. використовують дві радіочастоти – 130 та 160 кГц, що дає можливість одночасного обслуговування двох підіймальних установок. 

## Інтернет-ресурси
- Mine shaft guide system